# Sungai Agung
Sungai Agung is een bestuurslaag in het regentschap Kampar van de provincie Riau, Indonesië. Sungai Agung telt 4124 inwoners (volkstelling 2010).